# نتردام دو لا گرد
نتردام دو لا گَرد (انگلیسی: Notre-Dame de la Garde) یک بازیلیکا و کلیسا کاتولیک در شهر مارسی، فرانسه است که شناخته‌شده‌ترین نماد این شهر محسوب میشود. این کلیسا در سال ۱۸۵۳ شروع به ساخت و در سال ۱۸۹۷ ساخت آن به پایان رسیده است و دارای یک برج ناقوس به ارتفاع ۴۱ متر است. همچنین شبستان کلیسا ۳۲.۷ متر طول و ۱۴ عرض دارد.

## نگارخانه

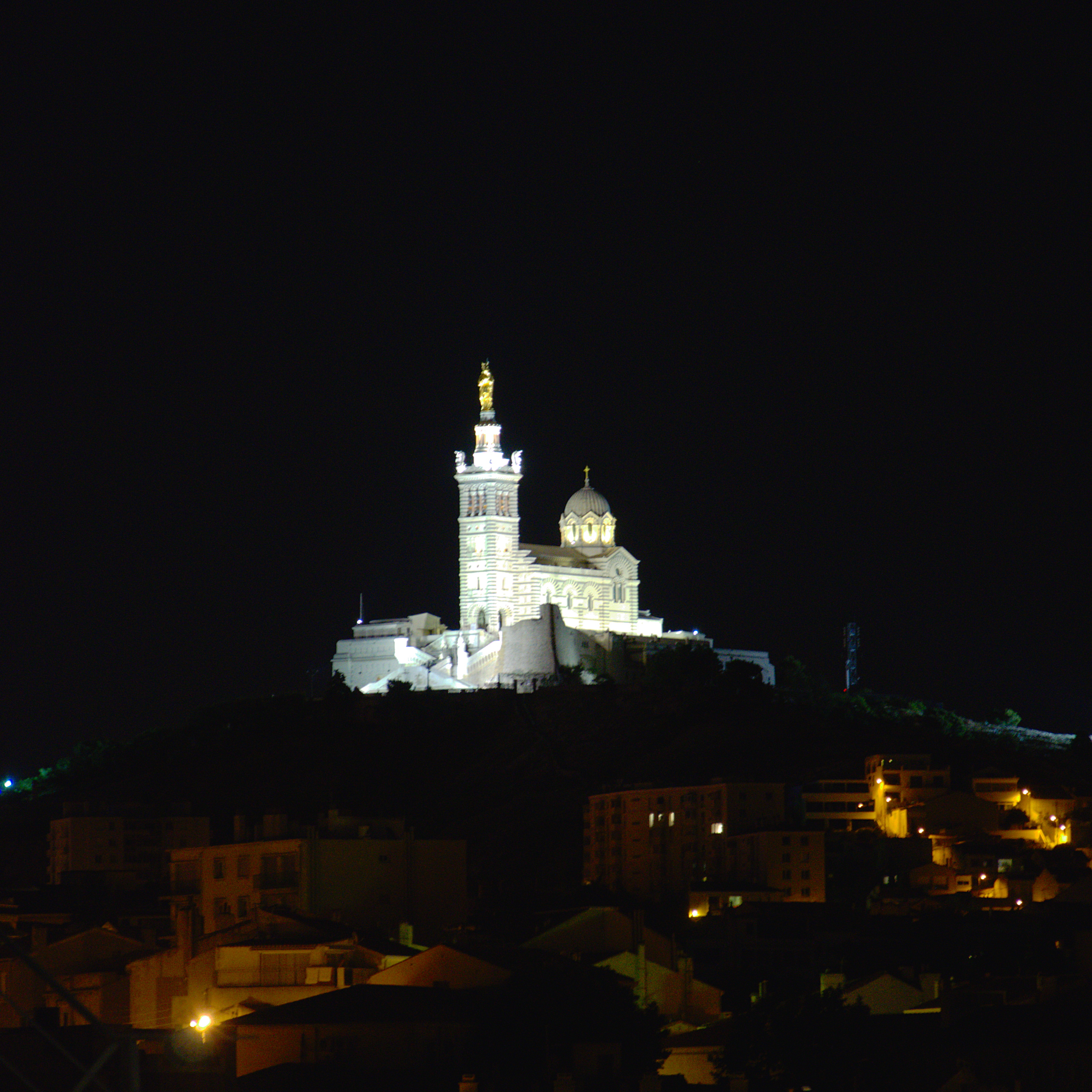
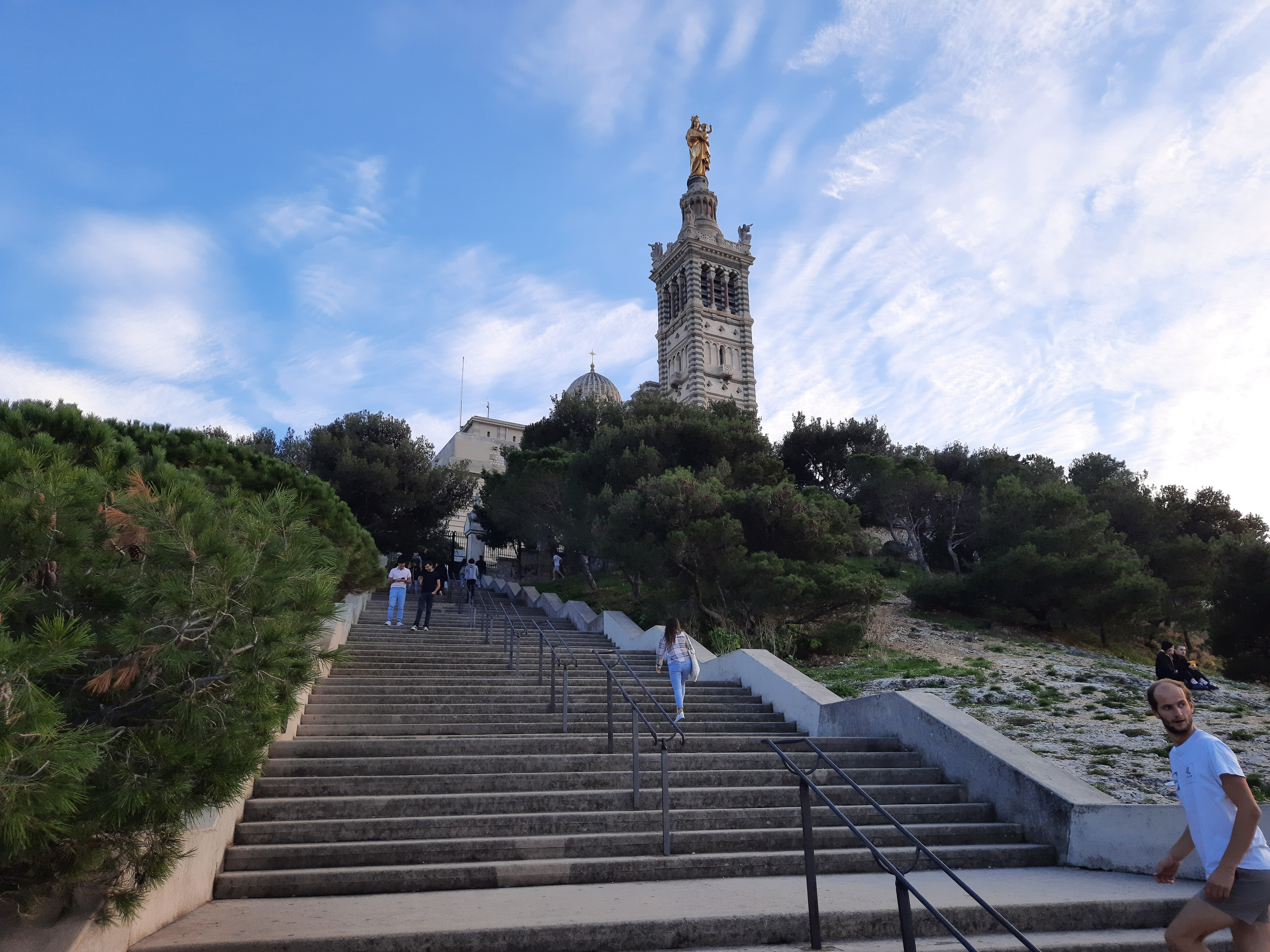
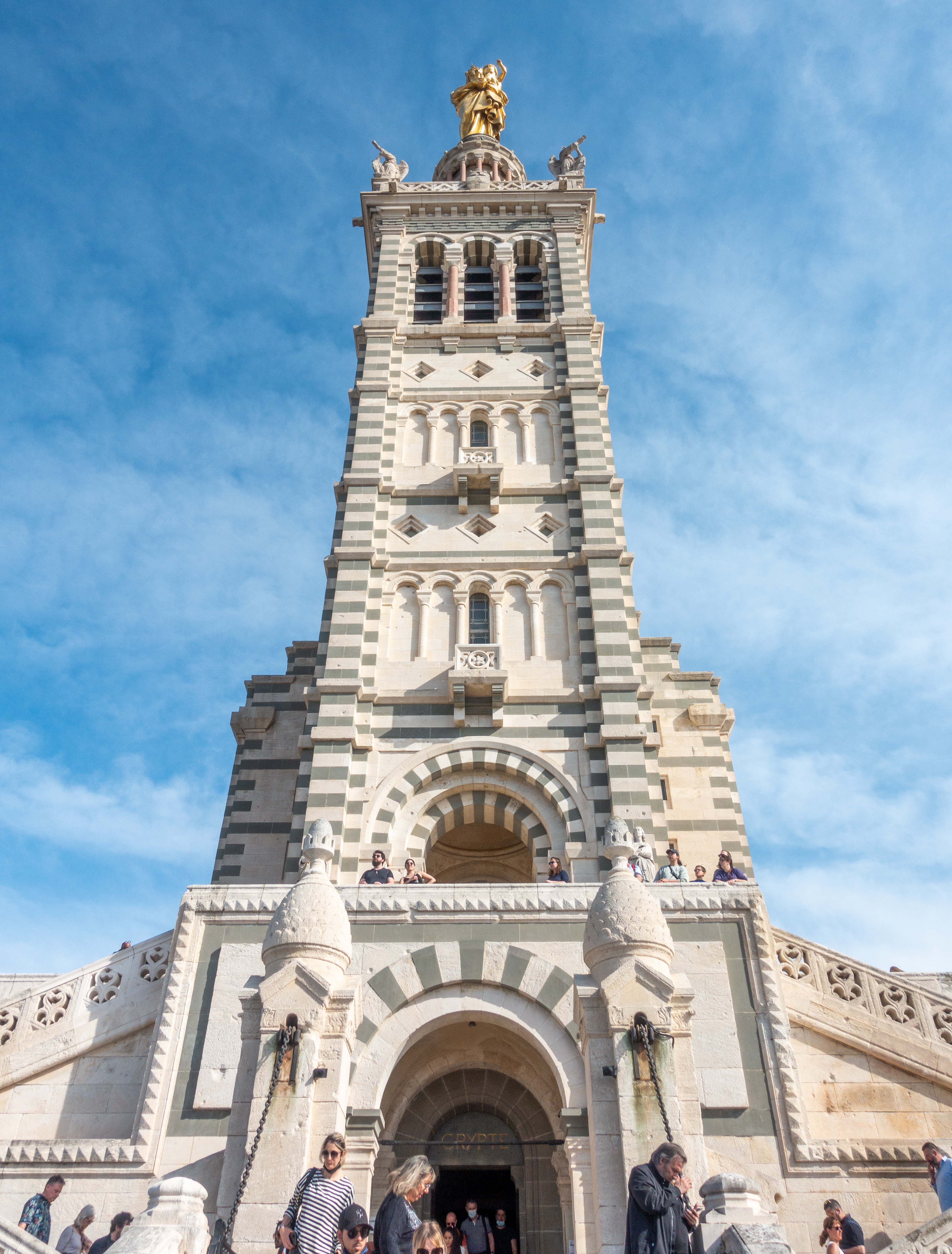
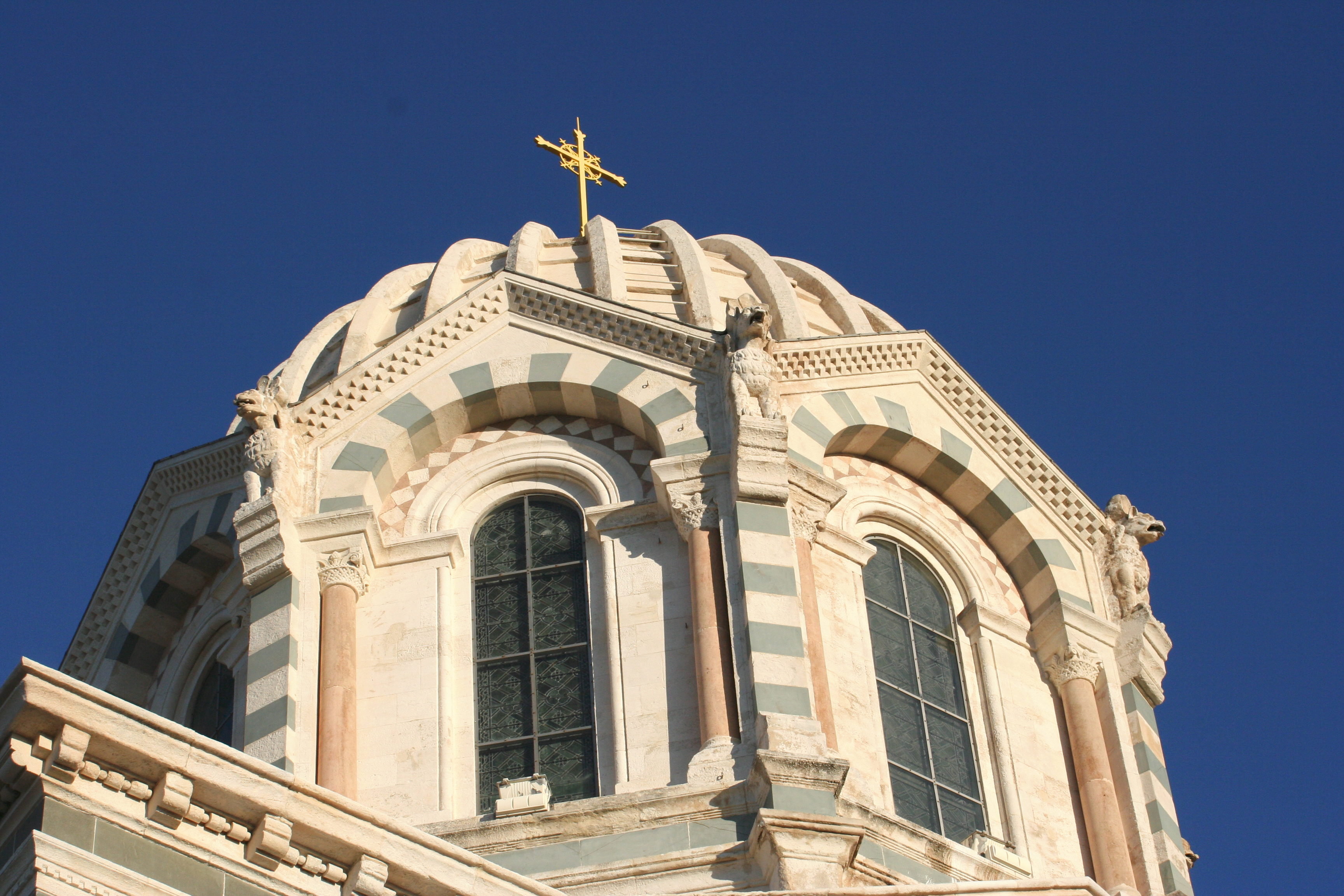
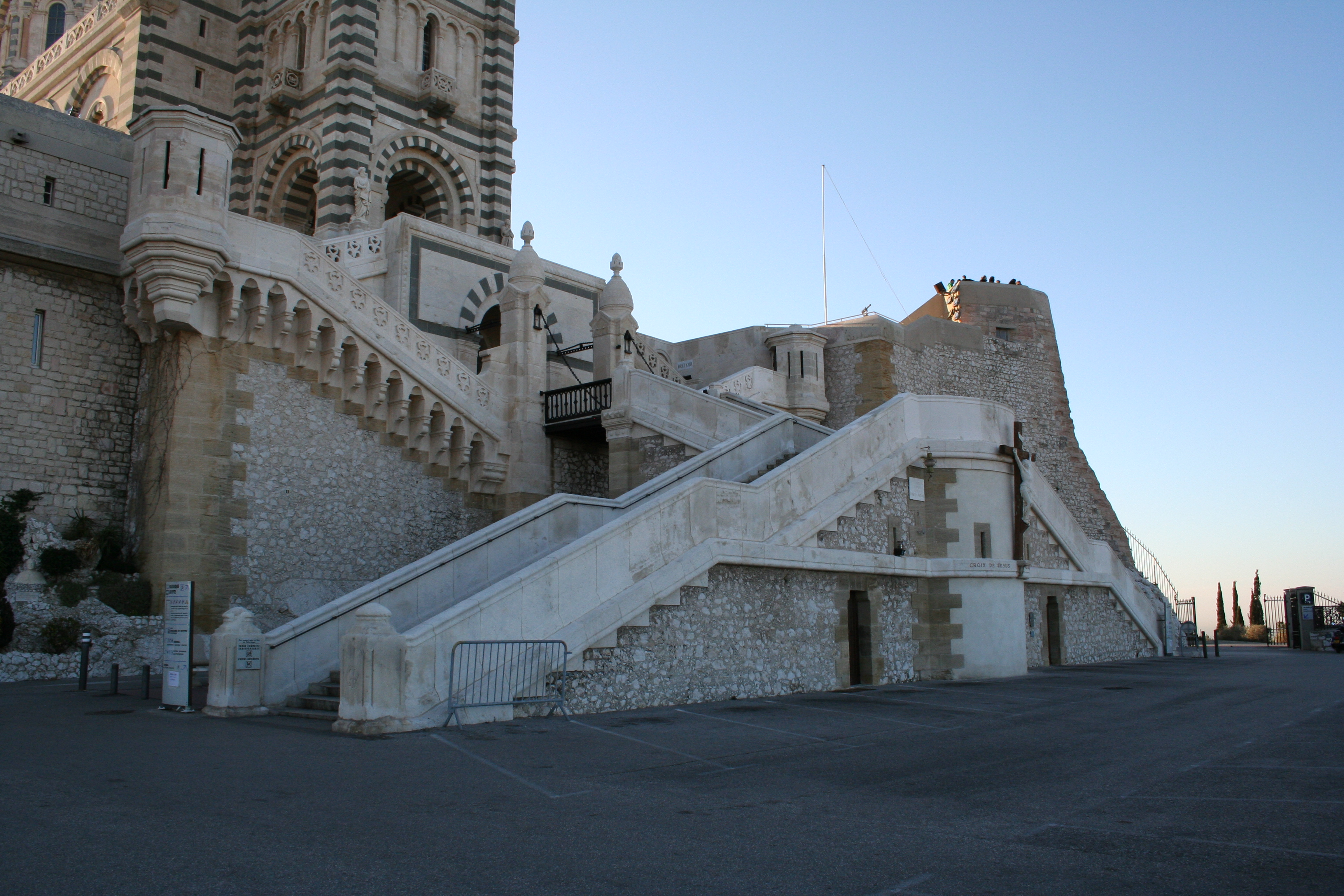
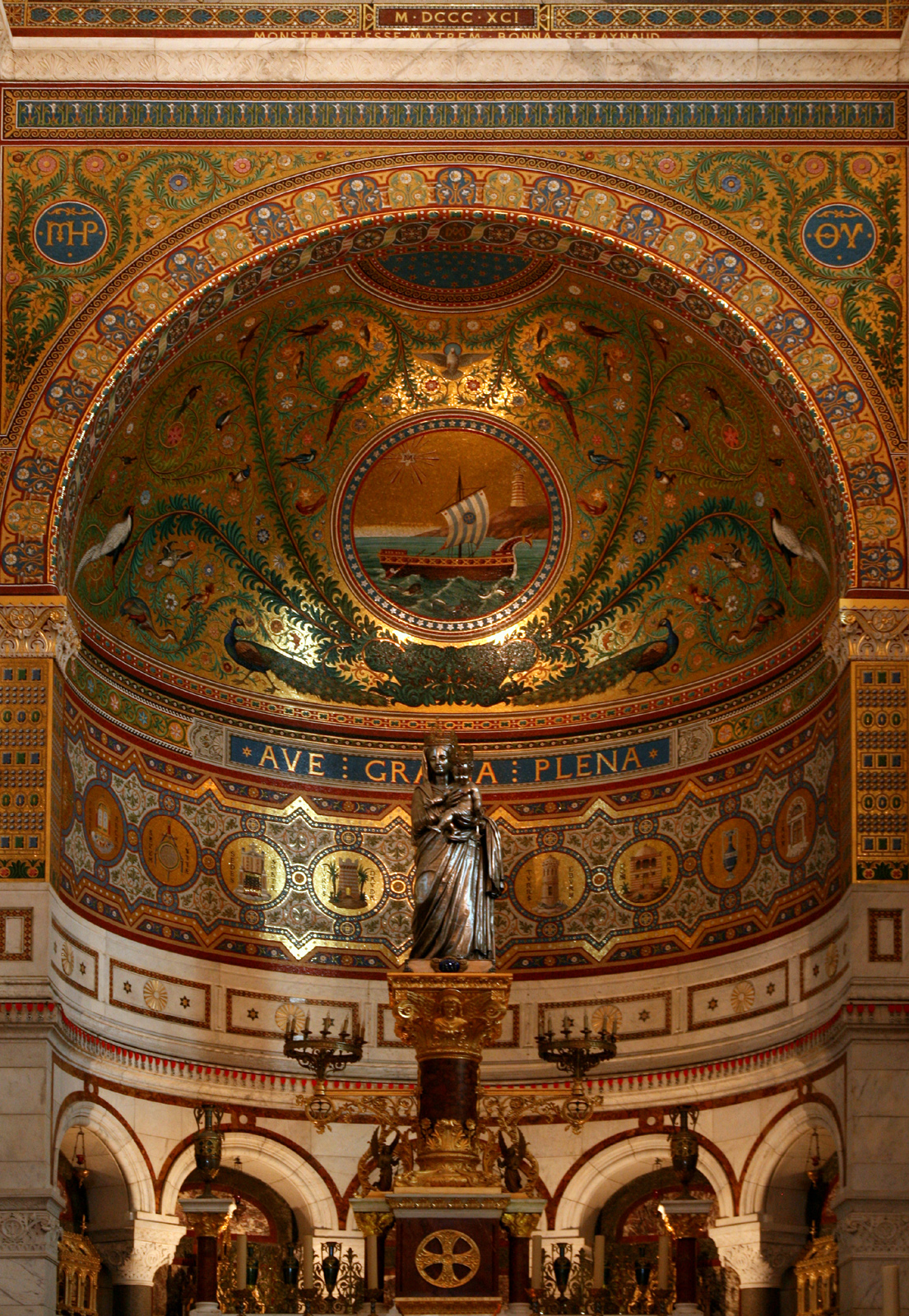
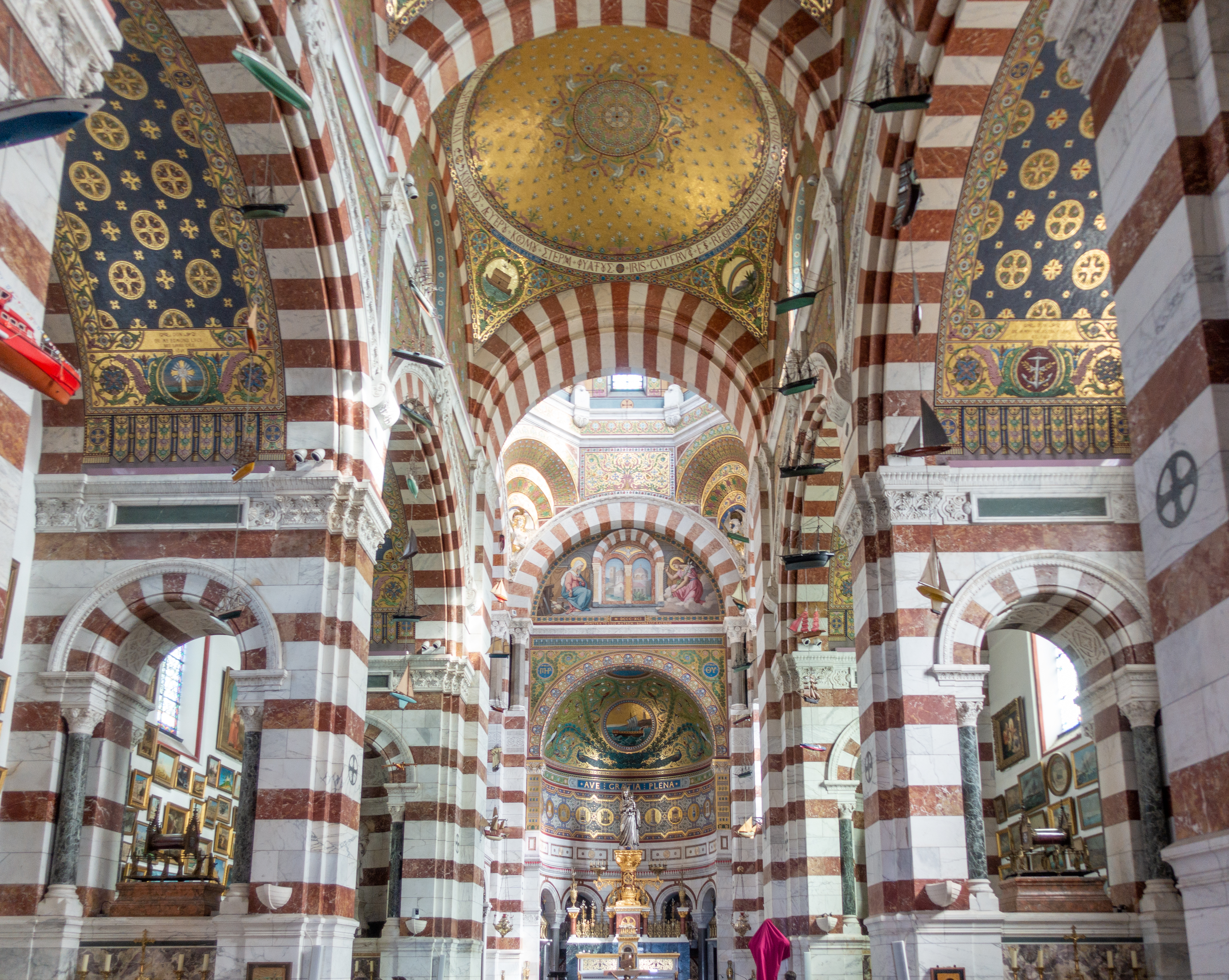
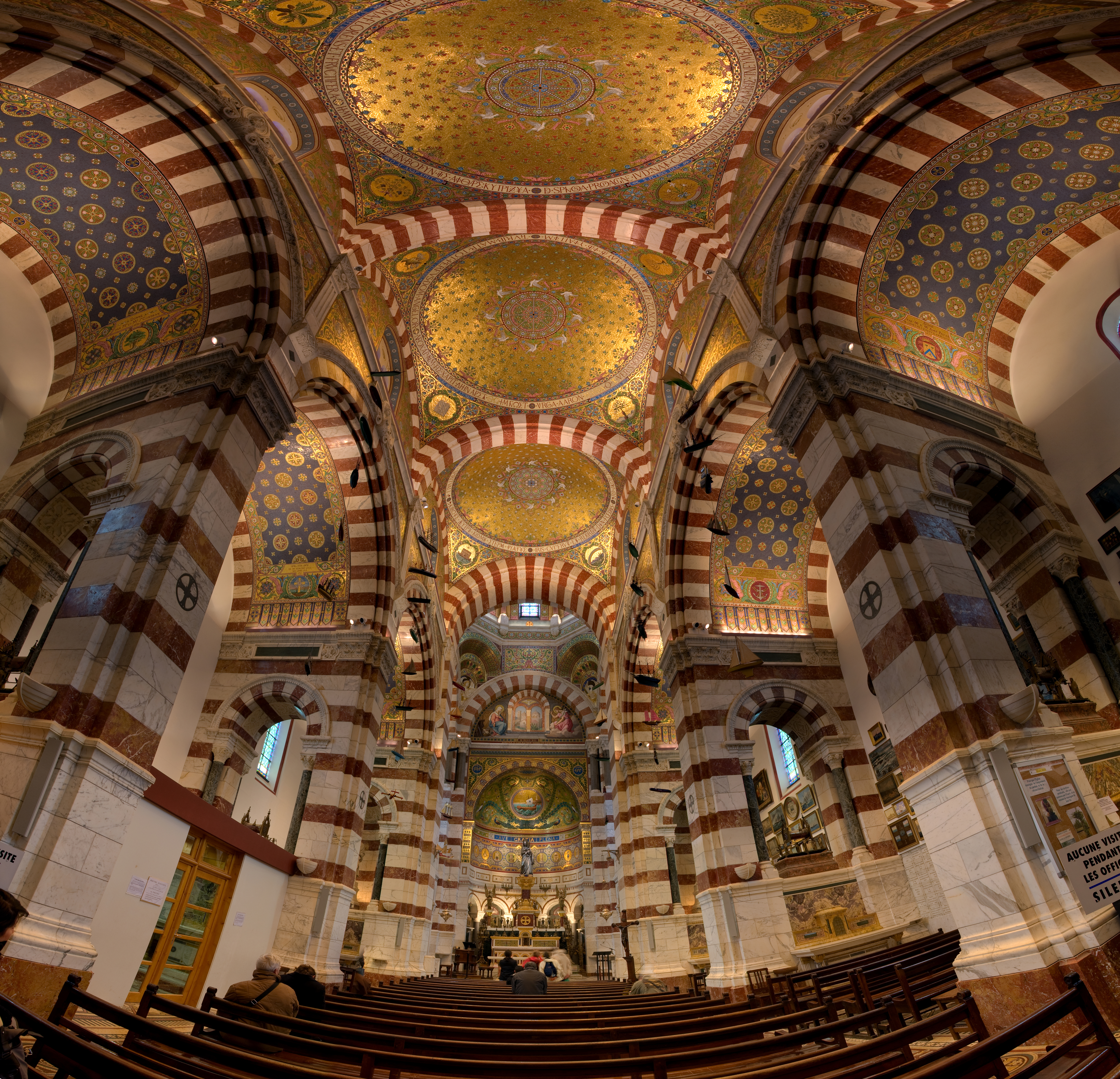
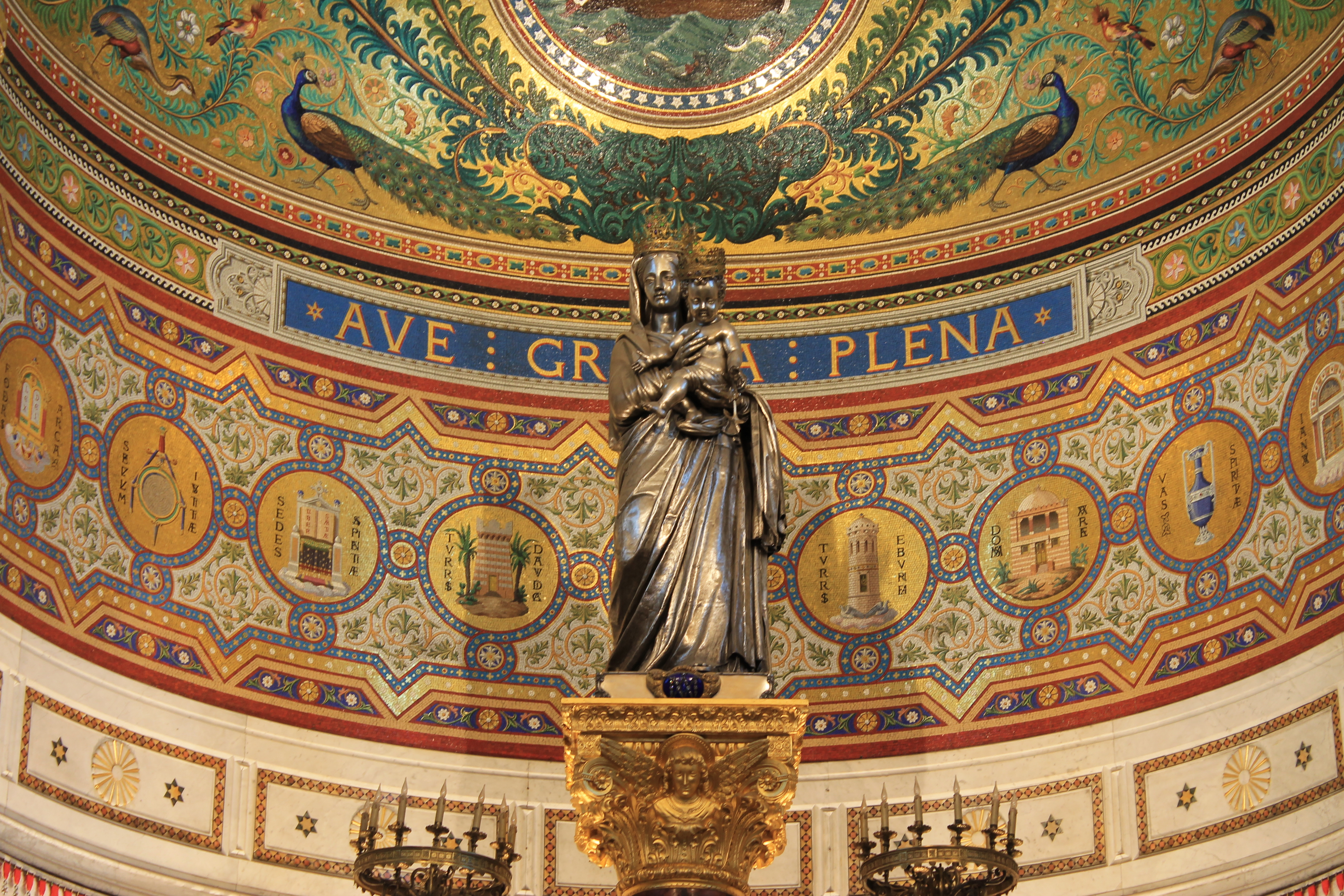
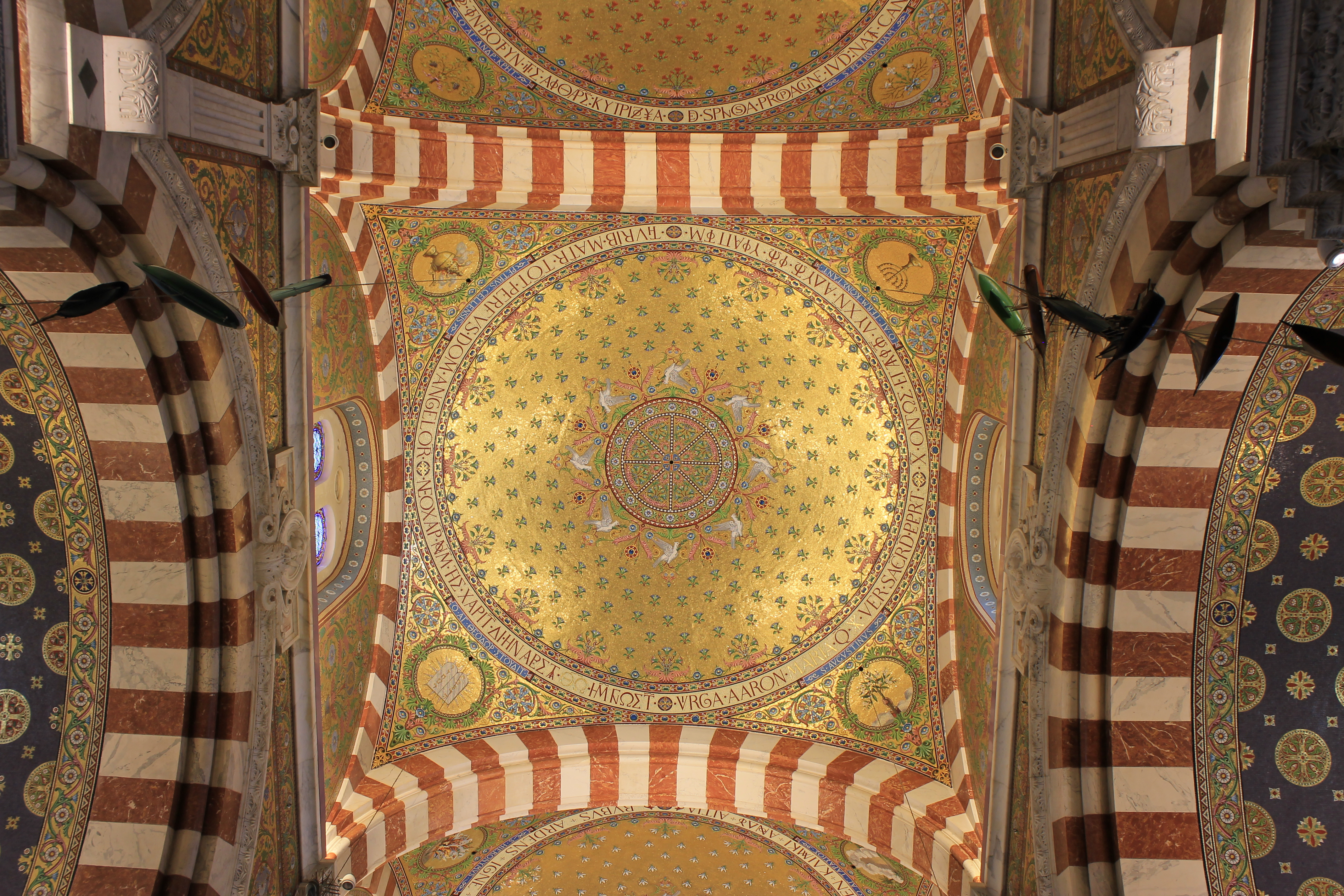